# Fatehganj West
Fatehganj West är en ort i Indien.   Den ligger i distriktet Bareilly och delstaten Uttar Pradesh, i den norra delen av landet, 200 km öster om huvudstaden New Delhi. Fatehganj West ligger 172 meter över havet och antalet invånare är 23 810.
Terrängen runt Fatehganj West är mycket platt. Runt Fatehganj West är det mycket tätbefolkat, med 1 819 invånare per kvadratkilometer. Närmaste större samhälle är Bareilly, 17,4 km sydost om Fatehganj West. Trakten runt Fatehganj West består till största delen av jordbruksmark.